# Fred Roos
Frederick Ried Roos (Santa Mónica, California, 22 de mayo de 1934-Beverly Hills, 18 de mayo de 2024) fue un productor de cine estadounidense.

## Biografía
Fred Roos nació en Santa Mónica (California), hijo de Florence Mary (nombre de soltera Stout) y Victor Otto Roos. Estudió en la Escuela Preparatoria Hollywood y posteriormente en la Universidad de California en Los Ángeles, especializándose en artes teatrales y películas.
Comenzó su carrera en televisión como director de casting para el programa The Andy Griffith Show. Posteriormente, produjo muchas de las películas de Francis Ford Coppola como la segunda y tercera parte de El padrino, Apocalypse Now y El hombre sin edad. Roos ganó el Óscar a la mejor película con El padrino II.
En 2007, fue miembro del jurado del Festival Internacional de Cine de Moscú de 2007.

## Filmografía
Como productor (incluido coproductor y productor ejecutivo):
- La conversación (The Conversation) (1974)
- El padrino II (The Godfather Part II) (1974)
- Apocalypse Now (1979)
- El corcel negro (The Black Stallion ) (1979)
- Rebeldes (The Outsiders) (1983)
- La ley de la calle (Rumble Fish) (1983)
- Cotton Club (1984)
- El borracho (Barfly) (1987)
- El padrino III (The Godfather Part III) (1990)
- Las vírgenes suicidas (The Virgin Suicides ) (1999)
- Lost in Translation (2003)
- María Antonieta (Marie Antoinette) (2006)
- The Story of Luke (2012)
- St. Vincent (2014)
- Benched (2018)
- Wonderwell (2018)
- Music, War and Love (2019)
- The Old Way (2023)

Como director de casting
- Five Easy Pieces (1970)
- Two-Lane Blacktop (1971)
- The Godfather (1972)
- The King of Marvin Gardens (1972)
- American Graffiti (1973)

## Premios y reconocimientos
Premios Óscar
| Año  | Categoría      | Trabajo nominado | Resultado |
| ---- | -------------- | ---------------- | --------- |
| 1980 | Mejor película | Apocalypse Now   | Nominado  |
| 1975 | Mejor película | El Padrino II    | Ganador   |